# Iridopsis nephotessares
Iridopsis nephotessares är en fjärilsart som beskrevs av Louis Beethoven Prout 1910. Iridopsis nephotessares ingår i släktet Iridopsis och familjen mätare. Inga underarter finns listade i Catalogue of Life.